# 434 (số)
434 (bốn trăm ba mươi tư) là một số tự nhiên ngay sau 433 và ngay trước 435.